# Dejo
Dejo (llamada oficialmente Santa María de Dexo) es una parroquia y un lugar español del municipio de Oleiros, en la provincia de La Coruña, Galicia.

## Entidades de población
Entidades de población que forman parte de la parroquia:
- A Aldea
- Aba
- A Barreira
- A Castañeira
- A Fontecuba
- A Granxa
- A Portela
- A Rochela
- As Gobernas
- Buínte
- Camiño do Raposo
- Cepido
- Codesal
- Corgo
- Dexo
- Lodeira
- Lorbé
- O Barreiro
- O Campón
- O Couto
- O Cubo
- O Mollón
- O Piringuel
- O Porto de Dexo
- Pedregueiras
- Porrido
- Portelo
- Rasa
- Ribela
- Sapiñeira
- Seixas
- Subiña (Suviña)
- Torrelos
- Vigo

## Demografía

### Parroquia
| Gráfica de evolución demográfica de Dejo (parroquia) entre 2000 y 2018 |
|                                                                        |
| Datos según el nomenclátor publicado por el INE.                       |

### Lugar
| Gráfica de evolución demográfica de Dejo (lugar) entre 2000 y 2018 |
|                                                                    |
| Datos según el nomenclátor publicado por el INE.                   |